# Андрушків Богдан Миколайович
Андру́шків Богда́н Микола́йович (нар. 19 червня 1947, с. Метенів Зборівського району Тернопільської області
) — український письменник , економіст, громадський діяч. Доктор економічних наук (1991), професор (1993). Заслужений діяч науки і техніки України (1993). Член Академії економічних наук України (1993) та Міжнародної АРН (1997). Дійсний член Української екологічної академії наук (1995) та Міжнародної академії економічних наук (1997). Член, віце-президент Української академії економічної кібернетики (1998). Член Національної спілки письменників України (1996).

## Відзнаки
- Золота медаль імені М. І. Туган-Барановського.
- ордени
  - імені Дмитра Вишневецького (1999)
  - Святого Миколи Чудотворця (2002).
- Всеукраїнської премія імені Братів Лепких (1998).
- Відзнака Президента України — Хрест Івана Мазепи (28 листопада 2019) — за значний особистий внесок у державне будівництво, соціально-економічний, науково-технічний, культурно-освітній розвиток Української держави, вагомі трудові досягнення, багаторічну сумлінну працю[2]

## Життєпис
Закінчив Тернопільський фінансового-економічний інститут (1976, нині ЗУНУ). 1992—2000 — заступник голови Тернопільської обласної ради, голова економічного комітету облвиконкому, перший заступник голови ОДА.
Від 2000 очолює Тернопільську обласну раду профспілок. Одночасно (від 1982) викладає за сумісництвом у ТАНГу (нині — ЗУНУ). Від 2002 — президент ТІСІТ.
Від 2007 року завідувач кафедри менеджменту підприємницької діяльності ТНТУ.
Голова спеціалізованої вченої ради із захисту кандидатських дисертацій ТНТУ зі спеціальності 08.00.04 — економіка і управління підприємствами (за видами діяльності).
Президент Академії соціального управління.
Головний редактор електронного наукового фахового видання «Соціально-економічні проблеми і держава».

## Наукова діяльність
Наукові праці присвячені проблемам управління вироб-вом і вдосконалення господарських механізмів, питанням комунального господарства, розвитку кооперування, менеджменту, природоохоронній справі тощо. Автор і співавтор понад 400 наукових праць, із них монографії:
- «Управление качеством коммунально-бытового обслуживания» (Львів: Вища школа, 1989),
- «Теоретичні основи управління виробництвом» (Л., 1992),
- «Шляхи розвитку підприємства в умовах ринку» (Т., 1992),
- «Катехизми державного відродження» (Т., 1995),
- «Безпечна життєдіяльність населення — необхідна умова успішності економічного розвитку суспільства»(Т., 1996),
- «Основи менеджменту» (Т., 1996),
- «Безпека життя й охорона праці» (К., 2000),
- «Основи соціального менеджменту» (Т., 2007),
- «Економіка підприємства» (Т., 2007),
- «Метатеорія менеджменту життя» (Т., 2008),
- «Економічна та майнова безпека: антирейдерство» (Т., 2008),
- «Проблеми теорії і практики менеджменту» (Т., 2009),
- «Туризм України: економічні та організаційні механізми розвитку» (Т., 2009),
- «Основи організації підприємницької діяльності або Абетка для підприємця» (Т., 2010),
- «Прикладні аспекти ринку інновацій» (Т., 2010),
- «Стратегічне управління інноваційним розвитком підприємства» (Т., 2010),
- «Корпоративне управління» (Т., 2011),
- «Інноваційно-комплексні шляхи розвитку малого підприємництва» (Т., 2011),
- «Інноваційна політика» (Т., 2011),
- «Розвиток науки про підприємництво та підготовка кадрів на інноваційних засадах — запорука успішного розвитку національної економіки» (Т., 2012),
- «Економічна мудрість в афористиці» (Т., 2012),
- «Ресурсономіка: теоретичні та прикладні аспекти» (Т., 2012),
- «Українське село: вектори розвитку в умовах суспільних реформ» (Т., 2013).

## Літературна діяльність
Видав понад 30 художніх і художньо-публіцистичних книг:
- «Незабутий біль» (1994),
- «Хліб для розуму» (1993, 1995),
- «Казки для дорослих» (1996),
- «Гріхи наші…» (1997),
- «Історія одного кумедного життя, або Пригоди хлопаки-невдахи» (1997),
- «Рудий» (1998),
- «Етюди, казки, бувальщини»,
- «І сміх, і гріх»,
- «Хмільна повість»,
- «Прозріння»,
- «Душа навиворіт, або діалог із самим собою та іншими»,
- «Як відродилася Галицько-Волинська булава або Тернопільщина козацька»,
- «Історія одного кумедного життя та гумористичні переповідки про розвідницькі подвиги штандартенфюрера СС фон Штірліца»
- «Чорна скрижаль України» (2001),
- «Тернистими стежками» (2003),
- «Життємір або воєнно-повоєнні дороги західняка Попадюка та патріота України — Штірліца» (2004),
- «Велика ілюзія правди, або Про містику слова та сліди Вселенського розуму на тлі українського абсурду» (2004),
- «О, прекрасні дива твої, Україно» (2004),
- «Вмирають поети щоб жити» (2005),
- «Відлуння Чорнобиля»,
- «Як народжуються святині» (2007),
- «Житейські калейдоскопи» (К., 2007),
- «Пресвята Трійце, спаси нас» (2009; всі — Т.), та інші.

## Переклади
На мову есперанто Миколою Кривецьким перекладено збірку «У дзеркалі слова» (1999).

## Книги про Андрушківа
До 70-річчя Богдана Андрушківа член Національних спілок письменників і журналістів України Михайло Лозован та член Національної спілки журналістів України Надія Моховик видали книжку «Крила в польоті, або Немає так, щоб добро зло не перемогло!» (Тернопіль: ТзОВ «Терно-граф», 2014. — 252 с.).